# 柴又帝釋天
柴又帝釋天（しばまたたいしゃくてん）是位在日本東京都葛飾區的日蓮宗寺院。正式名稱是「經榮山 題經寺」（きょうえいざん だいきょうじ）。開基（創立者）為題經院日榮。因渥美清主演的系列電影「男人真命苦」而出名。

## 關連項目
- 男人真命苦
- 帝釋天

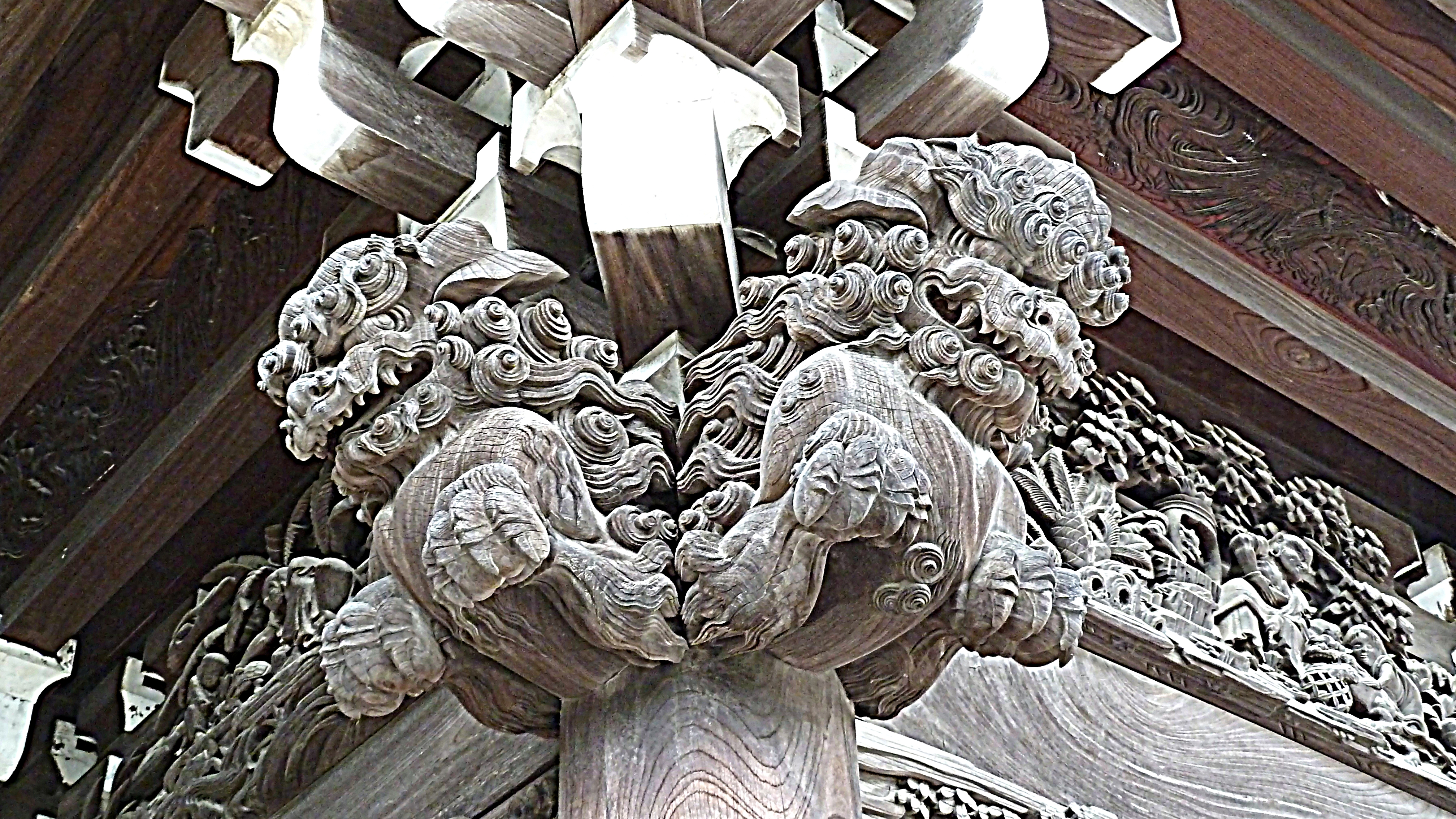
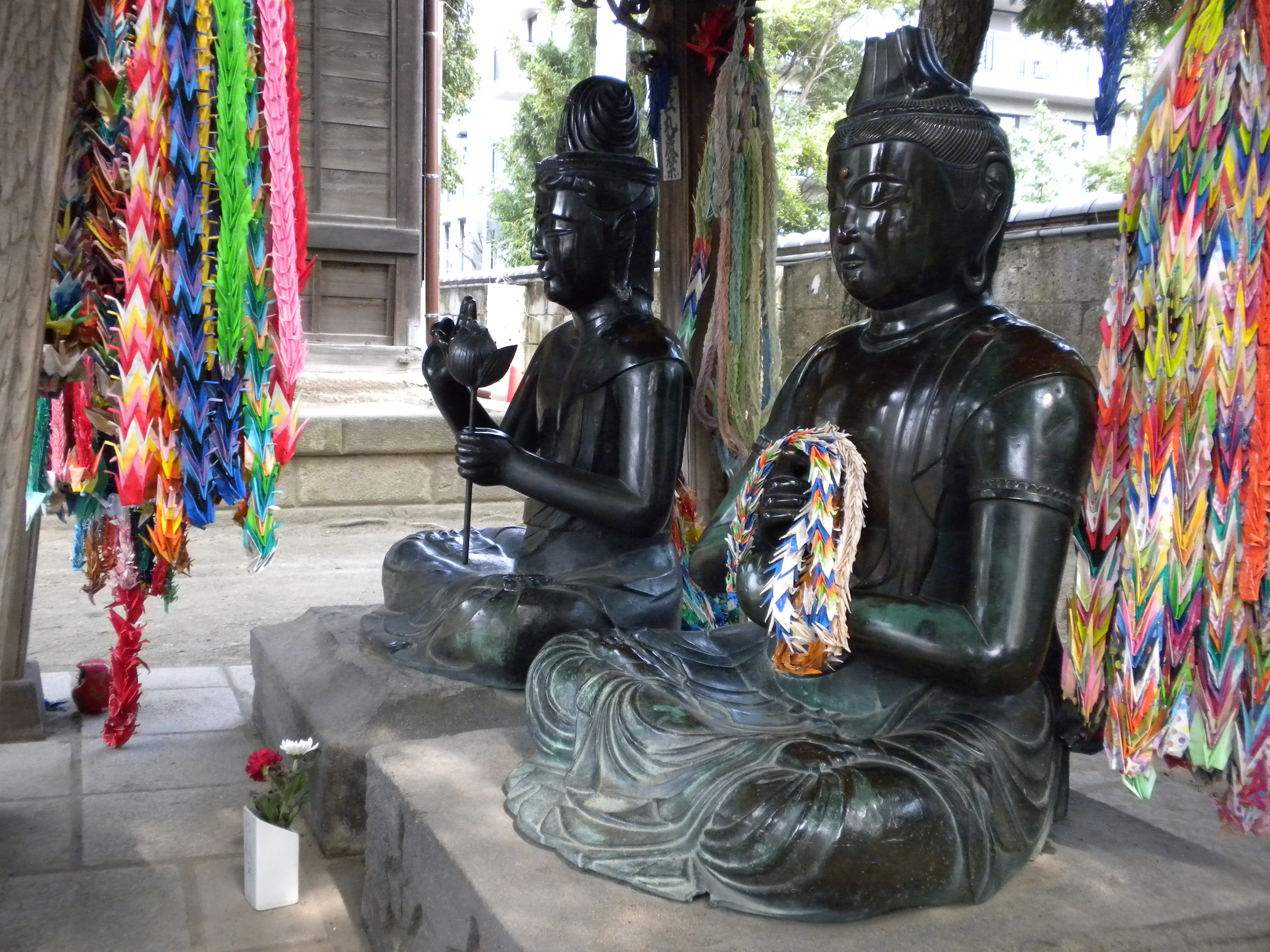
觀世音菩薩
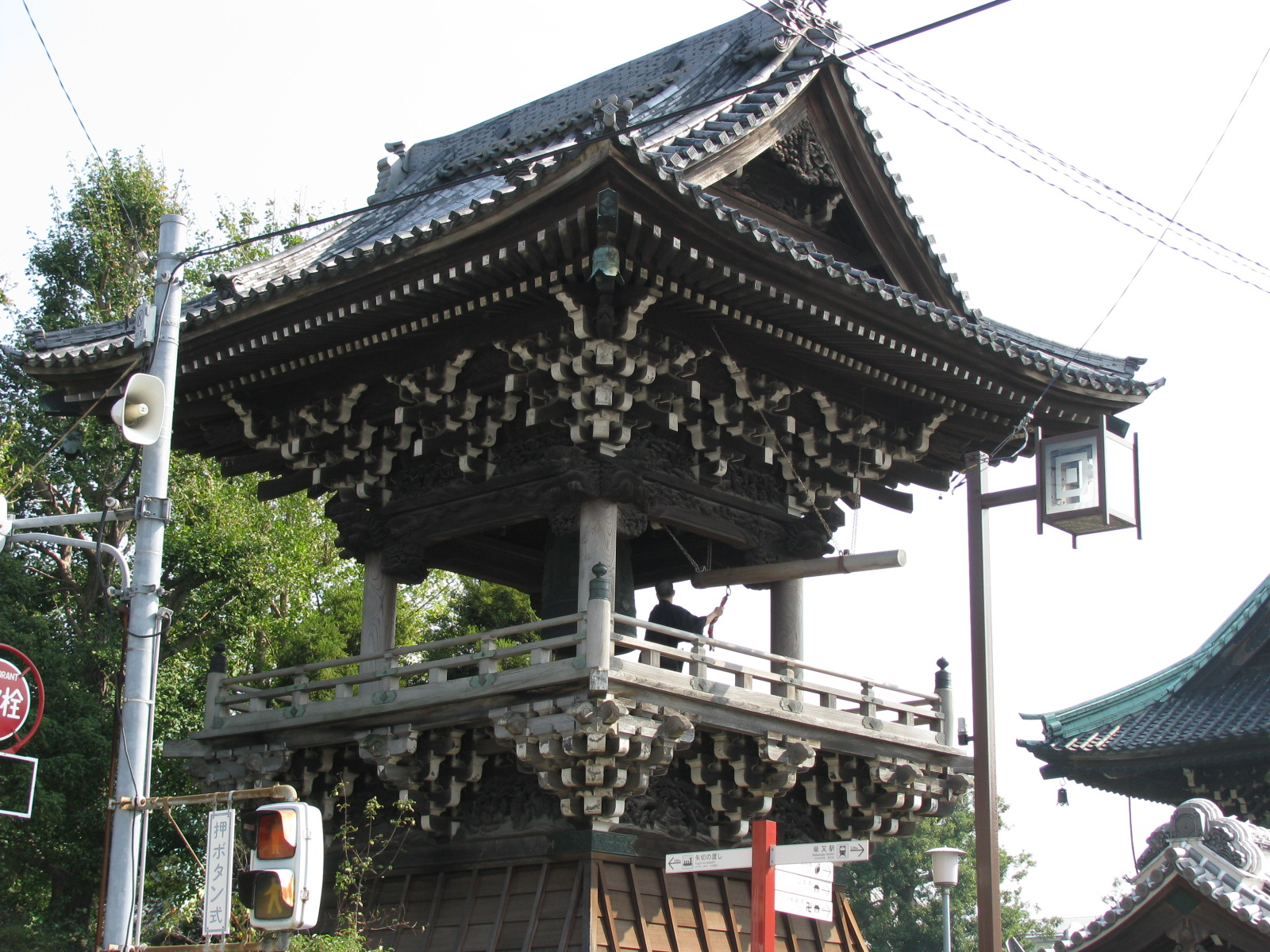
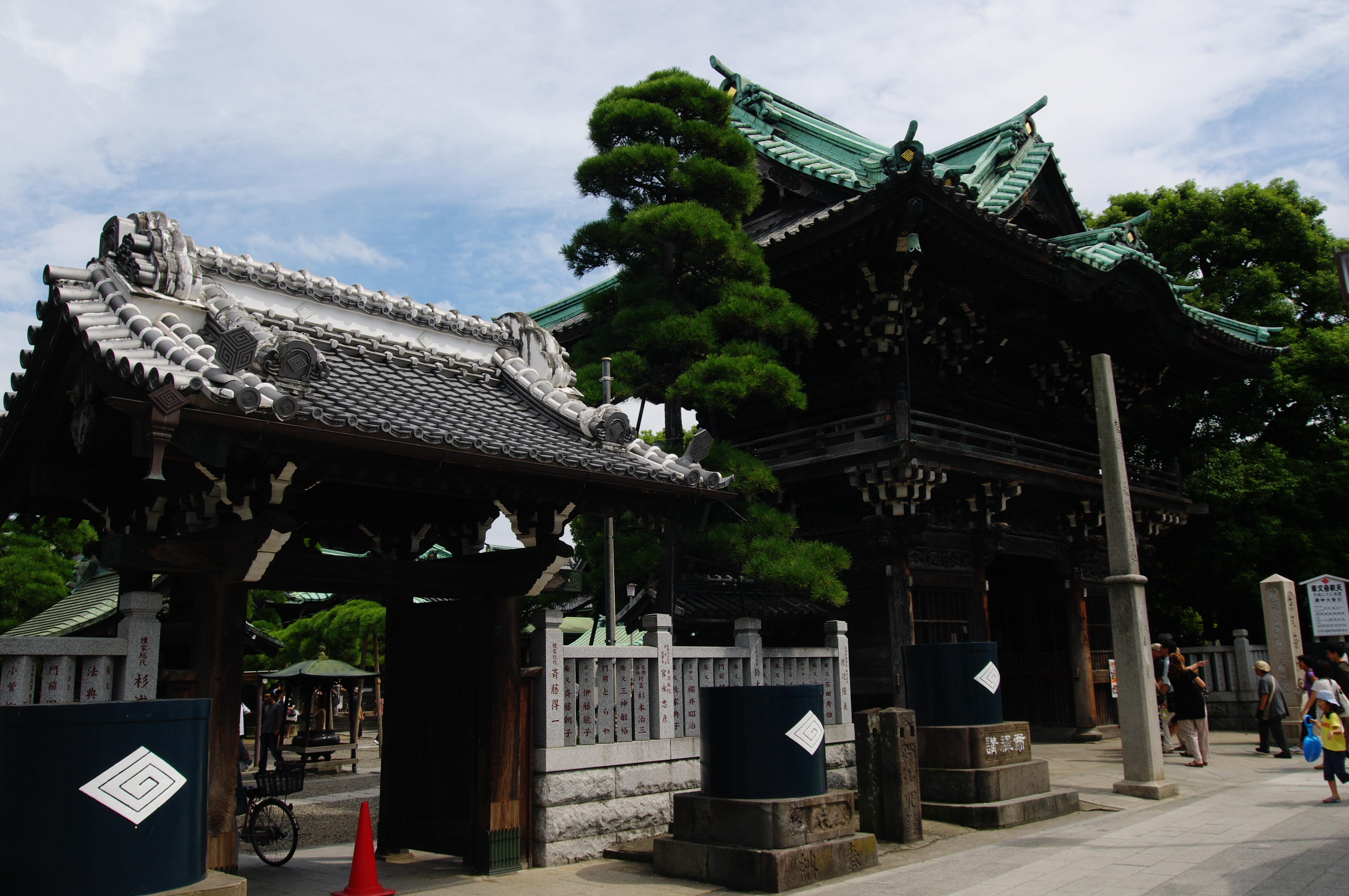

## 外部連結
- 柴又帝釋天 （页面存档备份，存于）